# Apostolepis coronata
Apostolepis coronata este o specie de șerpi din genul Apostolepis, familia Colubridae, descrisă de Sauvage 1877. Conform Catalogue of Life specia Apostolepis coronata nu are subspecii cunoscute.